# Kolbingen
Kolbingen là một thị xã ở huyện Tuttlingen trong bang Baden-Württemberg thuộc nước Đức. Thị xã này có cự ly khoảng 15 km về phía đông bắc Tuttlingen và 7 km so với Mühlheim an der Donau.